# Tellervo limniace
Tellervo limniace är en fjärilsart som beskrevs av Pieter Cramer 1775. Tellervo limniace ingår i släktet Tellervo och familjen praktfjärilar. Inga underarter finns listade i Catalogue of Life.